# XSpider
XSpider — платная (с версии 7, ранее была бесплатной) проприетарная программа-сканер уязвимостей. Выпускается российской фирмой Positive Technologies.

## История
Первоначально, в 1998—2001 годах программа разрабатывалась Дмитрием Максимовым, специалистом по информационной безопасности для собственных нужд. Позднее, Дмитрий в партнерстве с Евгением Киреевым основал фирму Positive Technologies, которая, помимо всего прочего, стала развивать продукт и предлагать его пользователям на безвозмездной основе.
Летом 2003 года была выпущена версия 7.0, ставшая платной.
В 2008 году компания-разработчик объявила, что версия 7.7 станет последней, а дальнейшее развитие проект получит в рамках продукта MaxPatrol.
Однако в феврале 2011 года компания-разработчик выпускает новую версию XSpider 7.8, созданную на основе программного ядра MaxPatrol, и сообщает что продукт XSpider будет и дальше развиваться и дополняться.